# Masera
Masera település Olaszországban. Lakosainak száma 1485 fő (2023. január 1.). Masera Crevoladossola, Domodossola, Druogno, Santa Maria Maggiore, Montecrestese és Trontano községekkel határos.

## Népesség
A település népességének változása:
| Lakosok száma | 1513 | 1483 | 1485 |
|               | 2017 | 2018 | 2023 |